# Peter Rumal Kharadi
Peter Rumal Kharadi (* 10. April 1959 in Kaldela, Rajasthan) ist ein indischer römisch-katholischer Geistlicher und Bischof von Jhabua.

## Leben
Peter Rumal Kharadi studierte Philosophie und Theologie am Seminar St. Charles Seminary in Ajmer und erwarb zudem einen Master in öffentlicher Verwaltung an der Nagpur University. Am 6. April 1988 empfing er das Sakrament der  Priesterweihe für das Bistum Udaipur.
Nach der Priesterweihe war er zunächst in der Pfarrseelsorge im Bistum Udaipur tätig. Mit der Errichtung des Bistums Jhabua im Jahr 2002 wurde er in dessen Klerus inkardiniert. Von 2002 bis 2006 war er Pfarrer in Unnai. Von 2006 bis 2008 und erneut von 2009 bis 2013 war er Generalvikar von Jhabua. In den Jahren 2008/2009 und von 2013 bis 2015 war er Kanzler der Diözesankurie. Nach dem Tod von Bischof Basil Bhuriya SVD verwaltete er ab Juni 2021 das Bistum Jhabua während der Sedisvakanz als Diözesanadministrator.
Papst Franziskus ernannte ihn am 30. Dezember 2023 zum Bischof von Jhabua. Der Erzbischof von Bhopal, Arockia Sebastian Durairaj SVD, spendete ihm am 27. Januar des folgenden Jahres in der Kathedrale von Jhabua die Bischofsweihe. Mitkonsekratoren waren der Bischof von Indore, Chacko Thottumarickal SVD, und der Bischof von Udaipur, Devprasad John Ganawa, die beide zuvor Bischöfe von Jhabua gewesen waren.